# Julia Jones (Dirigentin)

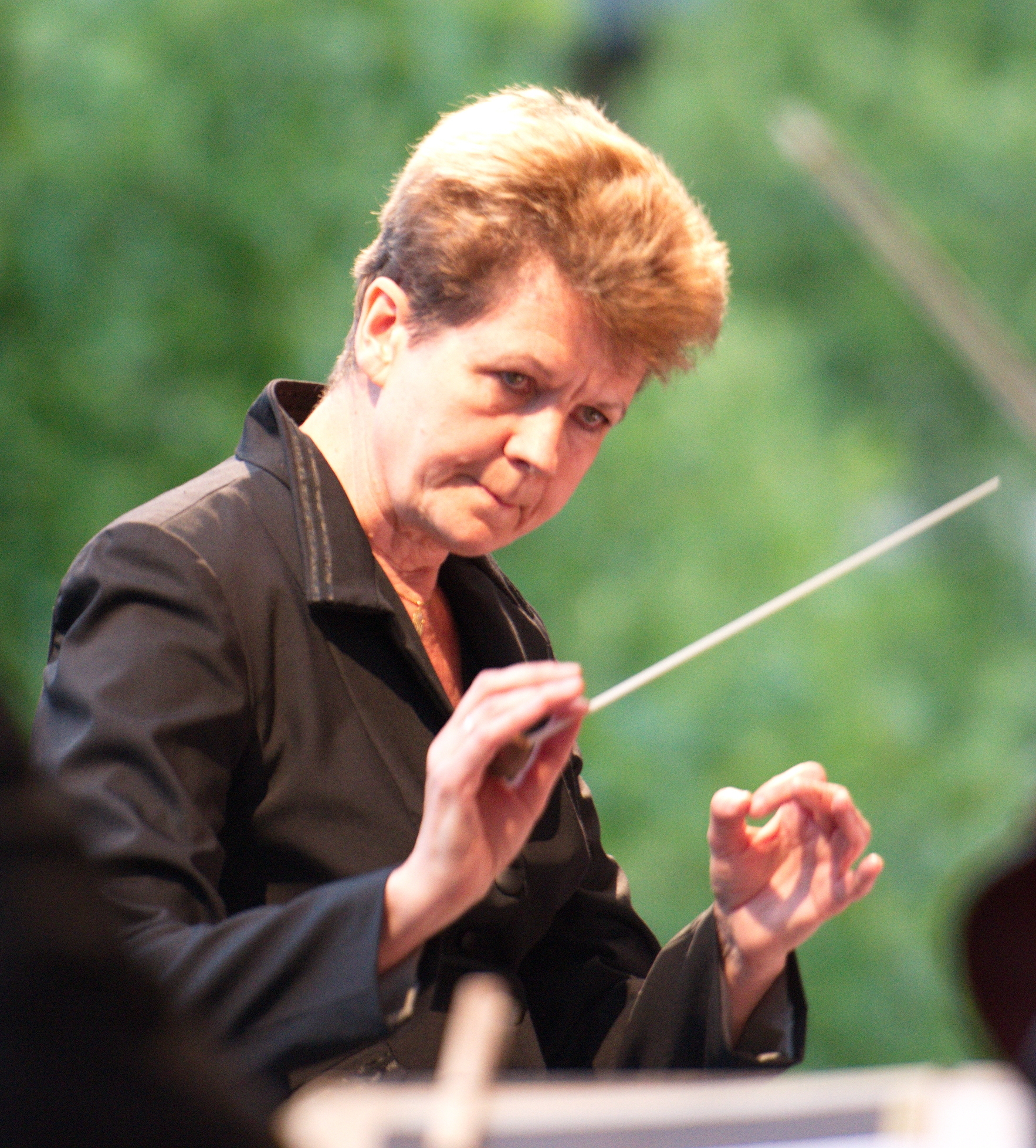
Julia Jones (2017)

Julia Jones (* 28. April 1961 in Droitwich, England) ist eine britische Dirigentin.

## Leben
Julia Jones erhielt ihre Ausbildung unter anderem an der Chethams School of Music Manchester, der University Bristol sowie der Guildhall School of Music and Drama London. Mitte der 1980er Jahre verließ Jones ihr Heimatland. In Deutschland legte sie durch ihre Tätigkeit als Korrepetitorin an der Oper Köln und dem Staatstheater Stuttgart das Fundament für eine erfolgreiche Dirigentenkarriere. Von 1991 bis 1995 war sie zweite Kapellmeisterin und Assistentin der Generalmusikdirektorin Alicja Mounk in Ulm. Von 1995 bis 1997 war sie erste Kapellmeisterin am Staatstheater Darmstadt. Nach einigen erfolgreichen Gastdirigaten wechselte sie 1998 als Chefdirigentin Oper an das Theater Basel. Seit 2002 ist sie freischaffend tätig und dirigiert häufig an den Opernhäusern von Wien (Staats- und Volksoper), Genua (Teatro Carlo Felice), Frankfurt am Main (Oper Frankfurt) und Berlin (Staatsoper Unter den Linden). Ihr Repertoire umfasst alle Stilrichtungen, aber ein besonderes Schwergewicht liegt bei den Werken Giuseppe Verdis und W. A. Mozarts. Der Ruf als besondere Mozart-Kennerin hat sie unter anderem dazu gebracht, während der Salzburger Festspiele 2004 neben einer Mozart-Matinee auch das Singspiel Die Entführung aus dem Serail zu dirigieren. Dieses Werk hatte sie kurz zuvor im Jahr 2003 mit großem Erfolg an der Oper Frankfurt herausgebracht.
In der Saison 2005/2006 übernahm Julia Jones unter anderem die musikalische Leitung der Neuproduktion der Janáček-Oper Die Ausflüge des Herrn Brouček an der Volksoper Wien, der Neuproduktion von Mozarts Idomeneo an der Hamburgischen Staatsoper sowie für Mozarts Frühwerk La finta semplice an der Oper Frankfurt. Weitere Engagements führen sie in der Saison 2006/2007 an das Staatstheater Stuttgart (Neuproduktion der Oper Carmen von Georges Bizet und Otello von Giuseppe Verdi) sowie erneut an die Oper Frankfurt (Neuproduktion Le nozze di Figaro, Mozart).
Ab der Spielzeit 2008/09 bis 2011 war Julia Jones Titulardirigentin des Orquestra Sinfónica Portuguesa in Lissabon.
Im Juni 2010 leitete sie die Aufführung der Légende dramatique La damnation de Faust von Hector Berlioz an der Oper Frankfurt in Frankfurt am Main. Im selben Jahr leitete sie erstmals eine Opernaufführung am Royal Opera House Covent Garden in London.
Im März 2011 gab Julia Jones ihr Debüt an der Semperoper Dresden mit Mozarts Entführung aus dem Serail, sowie im April 2011 als Dirigentin der Sächsischen Staatskapelle Dresden in einem Orchesterkonzert. Im Sommer 2016 wurde Jones als Nachfolgerin von Toshiyuki Kamioka neue Generalmusikdirektorin der Wuppertaler Bühnen; ihr folgte mit Beginn der Spielzeit 2021/22 Patrick Hahn als Nachfolger.